# Galeria das Necessidades

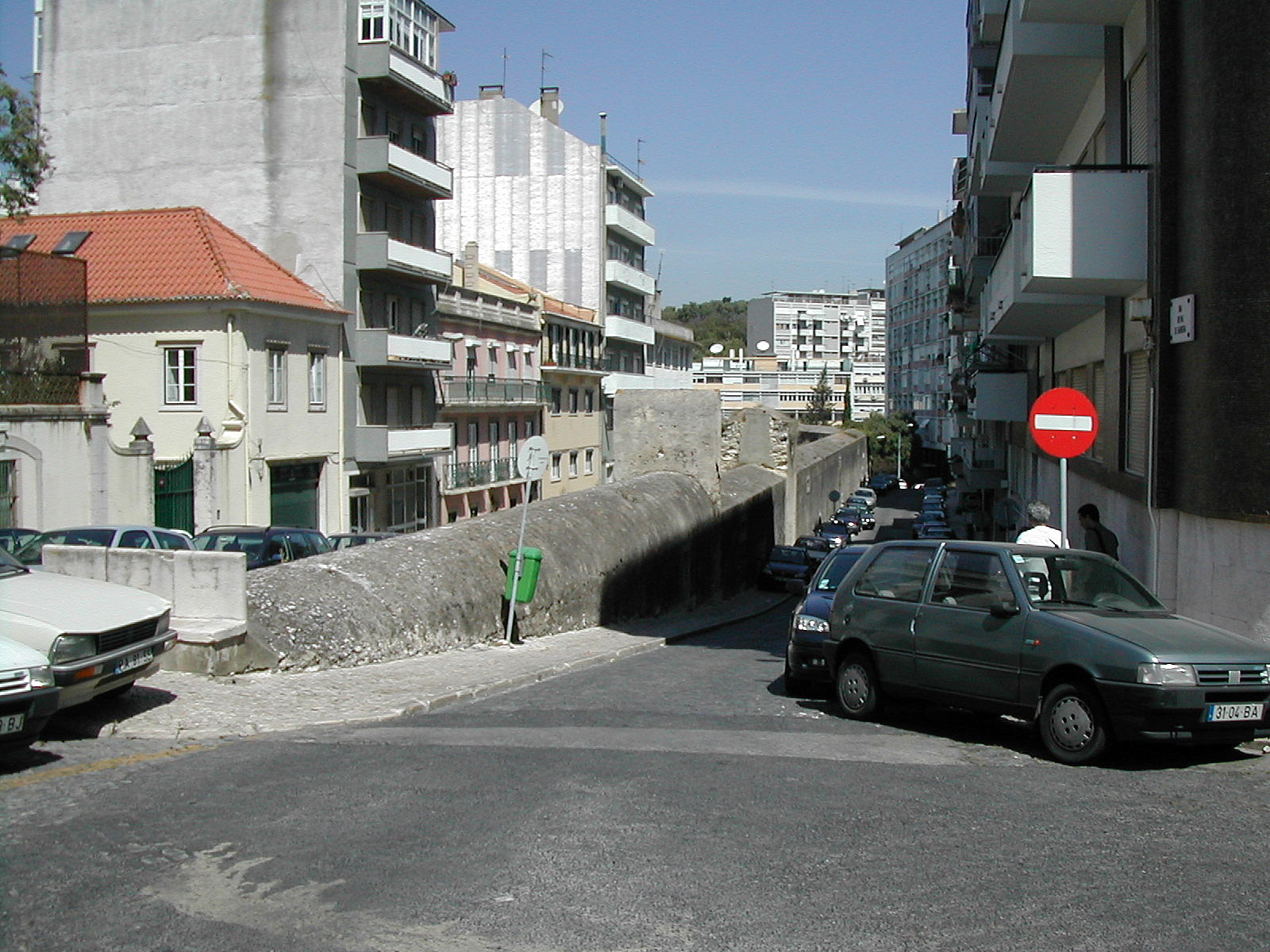
Ramal da Galeria das Necessidades entre os prédios da rua do Pau da Bandeira.

A Galeria das Necessidades é uma das galerias de distribuição pela cidade de Lisboa da água proveniente do Aqueduto das Águas Livres.
A Galeria das Necessidades sai 236 m a montante da Mãe d'Água das Amoreiras e desce para o actual Palácio das Necessidades. Um ramal atravessa a actual avenida Infante Santo e desce para o Palácio das Janelas Verdes.
Tinha 3217 m de comprimento. A abertura da avenida Infante Santo levou à destruição em 1949 de uma grande extensão de galeria.
Chafarizes:
- Chafariz da Estrela (1778)
- Chafariz das Necessidades (1752)
- Chafariz da Praça da Armada (1779)
- Chafariz das Terras (1791)
- Chafariz das Janelas Verdes (1775)